# Ferret armoured car
O Ferret armoured car, também denominado Ferret Scout car, era um carro blindado produzido pelo Reino Unido entre 1952 e 1971 pela empresa Daimler Motor Company.
O conceito nasceu em 1949 para repor os veículos da Segunda Guerra Mundial.

## Operadores

### Atuais
- Burquina Fasso
- Índia
- Indonésia
- Jordânia
- Malásia
- Myanmar
- Nepal
- Paquistão
- São Cristóvão e Neves
- Sudão
- Zâmbia

### Antigos
- África do Sul
- Austrália
- Canadá
- Emirados Árabes Unidos
- Filipinas
- França
- Gana
- Hong Kong
- Iraque
- Jamaica
- Líbano
- Organização das Nações Unidas
- Portugal
- Reino Unido
- República Democrática do Congo
- Rodésia
- Sri Lanka
- Uganda
- Zimbabwe